# Supercopa andorrana 2007
La Supercopa andorrana 2007 è stata la quinta edizione della supercopa andorrana di calcio.
Come nella stagione precedente la partita fu disputata dal FC Rànger's, vincitore del campionato, e dal FC Santa Coloma, vincitore della coppa.
L'incontro si giocò il 16 settembre 2007 allo Estadi Comunal d'Aixovall e vinse il FC Santa Coloma, al suo terzo titolo, con un goal realizzato su calcio di rigore nel secondo tempo.

## Tabellino
| Aixovall 16 settembre 2007                          | FC Rànger's | 0 – 1             | FC Santa Coloma | Estadi Comunal d'Aixovall |
| \| \| \| \| \| \| Marcatori \| 67’ (rig.) Maicon \| |             |                   |                 |                           |
|                                                     |             |                   |                 |                           |
|                                                     | Marcatori   | 67’ (rig.) Maicon |                 |                           |